# Fosse d'Anegada
Ne doit pas être confondu avec Passage d'Anegada.
 (décembre 2022).
Si vous disposez d'ouvrages ou d'articles de référence ou si vous connaissez des sites web de qualité traitant du thème abordé ici, merci de compléter l'article en donnant les références utiles à sa vérifiabilité et en les liant à la section « Notes et références ».

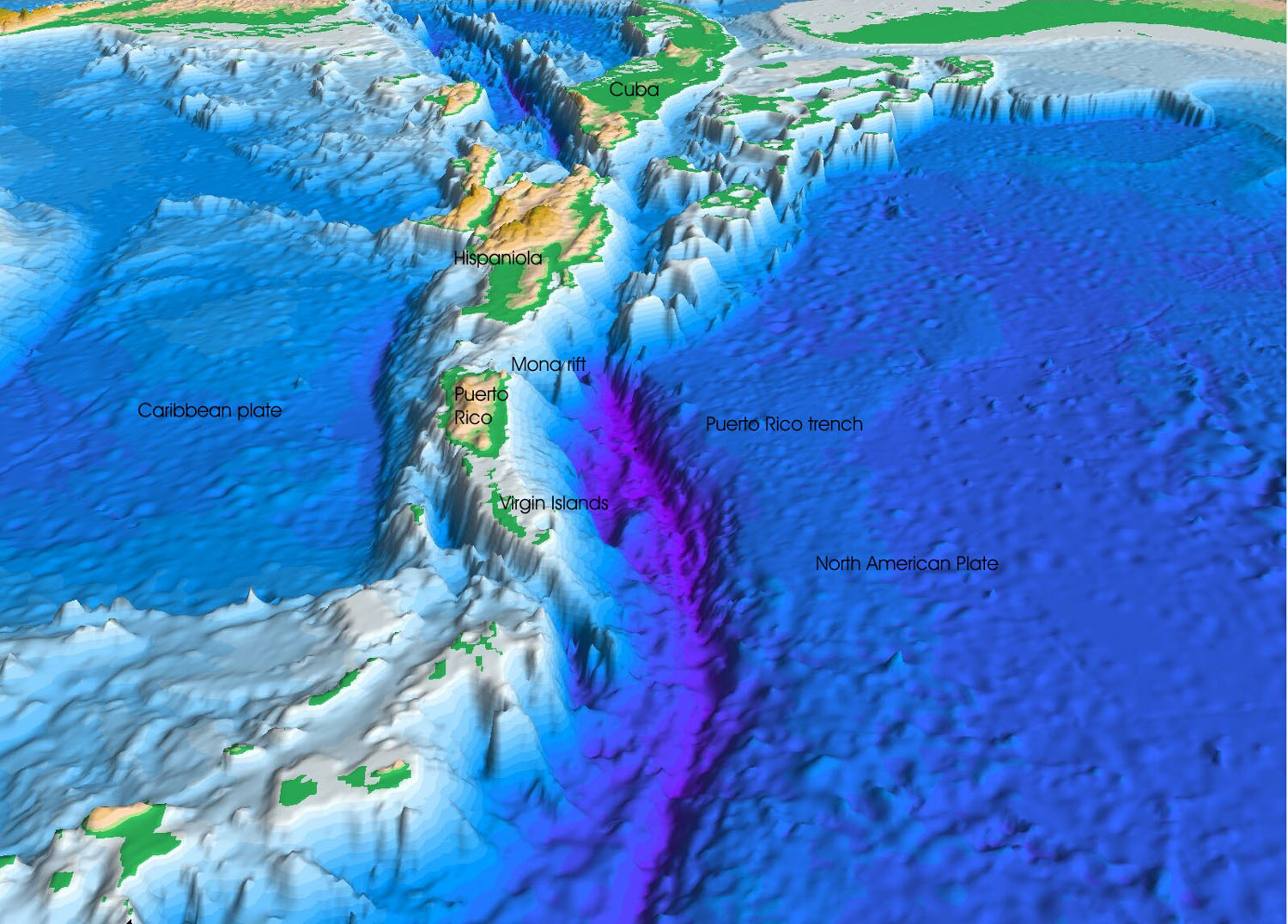
Vue en perspective de la fosse de Porto Rico avec la fosse d'Anegada sur la gauche entre les îles Vierges et les Petites Antilles.

La fosse d'Anegada est une fosse sous-marine de la mer des Caraïbes. Elle constitue une discontinuité géomorphologique entre les îles Vierges britanniques (y compris l'île d'Anegada) au nord-ouest et les îles de Sombrero et d'Anguilla, les plus septentrionales des Petites Antilles, au sud-est. La fosse sépare aussi l'île Sainte-Croix des autres îles Vierges des États-Unis dont elle dépend.
Elle constitue également une frontière biogéographique, car beaucoup  de taxons présents dans les Grandes Antilles n'ont pu franchir cet obstacle et coloniser les Petites Antilles, archipel qui a émergé du fond de l'océan il y a moins de 10 millions d'années.